# شركة التنمية النفطية
شركة التنمية النفطية هي إحدى الشركات التابعة لمؤسسة البترول الكويتية أنشئت عام 2005 كشركة مساهمة مقفلة. و تتلخص مهمة الشركة في التعاقد مع الشركات النفطية العالمية لتطوير حقول النفط الشمالية في دولة الكويت و التي تشمل على حقل الرتقة والروضتين والعبدلي و الصابرية. و ترجع الحاجة للشركات الأجنبية رلى الصعوب في استخراج النفط و الوصول إلى مكامنه في تلك الحقول مما يستلزم تكنولوجيا و معدات متطورة. و من مهام الشركة العمل لتحقيق مشروع الكويت و الذي يمكن تلخيصه بالنقاط التالية:
1. زيادة إنتاج النفط في حقول الشمال من 400,000 إلى 900,000 برميل يومياً .
2. توظيف وتدريب وتطوير العمالة الكويتية .
3. نقل التكنولوجيا الحديثة بهدف زيادة إنتاج وتطوير حقول النفط الصعبة .
4. تقليل الخطر على رأس المال، وتطوير مشاريع محددة في الحقول النفطية شمال الكويت.[1][2]

## وصلات خارجية
- الموقع الرسمي لشركة التنمية النفطية